# Plaz na otoku Ischia (2022)
26. novembra 2022 je Italija razglasila izredne razmere. Otok Ischia v Tirenskem morju je zajelo močno deževje in povzročilo škodo v občini Casamicciola Terme. Najmanj osem ljudi je umrlo, še štiri pa pogrešajo. 

## Ozadje
To je bila druga tovrstna naravna nesreča v Italiji v letu 2022, potem ko je septembra v hudourniških poplavah po hudih nalivih v osrednji regiji Marke umrlo enajst ljudi.

## Kraj dogodka
Z območja, kjer se je sprožil zemeljski plaz, je bilo kasneje evakuiranih več kot 209 oseb. Na otoku je trenutno več kot sedemdeset gasilcev, ki iščejo in rešujejo številne civiliste. Nalivi so poškodovali avtomobile, zgradbe in ceste.

## Žrtve
Plaz je zasul osem ljudi, med njimi so bili štirje otroci. Eno žrtev so takoj našli mrtvo, nadaljnjih šest so našli naslednji dan, še eno pa dva dni pozneje. Žrtve so bile identificirane kot dva brata in sestra (stari 11, 16 in 6 let); par, star 32 in 30 let, in njun 22 dni star dojenček; 31-letna ženska; in 58-letna Bolgarka.

## Posledice
27. novembra je kabinet premierke Giorgie Meloni razglasil izredne razmere in odobril 2 milijona evrov sredstev za obnovitvene in reševalne operacije. Naslednji dan je vodja italijanskega oddelka za civilno zaščito Fabrizio Curcio opozoril, da je vsaj 94 % italijanskih občin poplavno ali erozijsko ogroženih.